# Amar te duele
Amar te duele es una película mexicana del año 2002 escrita por Carolina Rivera, dirigida por Fernando Sariñana y protagonizada por Martha Higareda y Luis Fernando Peña. La cinta relata sobre una joven de clase alta llamada Renata (Higareda) que se enamora de un joven de clase baja llamado Ulises (Peña). Las diferencias de clase social de ambos protagonistas originan un amor imposible.
Según el director, Amar te duele está basada en Romeo y Julieta, la obra de teatro clásica de William Shakespeare. Es una versión que trata de reflejar la vida cotidiana de los jóvenes mexicanos, poniendo énfasis en la discriminación que existe en el país y la intolerancia originada por la situación económica.
La película causó cierta polémica debido a las posiciones sociales y la discriminación entre clases que trata de recrear. El filme se volvió un clásico de la cultura pop en México.

## Argumento
La historia comienza en un suburbio de la Ciudad de México con Ulises (Luis Fernando Peña), cuyo padre Martín (Eligio Meléndez) vende ropa en el mercado. Está acostumbrado a vivir con humildad, ya que pertenece a una clase baja y podría considerarse un "naco". El entorno de Ulises es uno de drogas, crimen y grafiti, su gran pasión. Un día, Ulises y sus amigos deciden ir al centro comercial Santa Fe a jugar a Qzar, un juego de pistola láser. En el juego, Ulises se encuentra con Francisco (Alfonso Herrera), un chico de clase alta, que es el novio de Renata (Martha Higareda). Los "nacos" de clase baja y los jóvenes de clase alta comienzan a pelear después de que Francisco los insulta. La pelea termina en empujones y golpes que sólo lastiman el orgullo de Francisco.
La vida de Ulises da un giro inesperado cuando conoce a Renata, una chica de clase alta. Renata está comprando ropa con su amiga y confidente "la Güera" y su hermana alcohólica más joven, Mariana (Ximena Sariñana); cuando de repente cruza miradas seductoras con Ulises a través de un escaparate. Ulises se siente extraño y profundamente atraído por esta chica y no sabe por qué. A pesar de conocer las diferencias socioeconómicas entre ellos, Ulises acecha a Renata y sus compañeras. La amiga de Renata reta a Renata a besar a Ulises. Ulises y Renata comparten un apasionado beso. Después de eso, Ulises continúa acechando a las chicas para averiguar más sobre Renata.
Ulises vuelve a encontrarse con Francisco mientras sigue a Renata. Francisco se da cuenta de que Ulises ha estado siguiendo a Renata y le ordena a sus guardaespaldas que lo atrapen. Ambos recuerdan su primer encuentro en el Qzar, haciendo que Francisco asalte a Ulises. Renata trata de detener la pelea, pero antes de que pueda, Ulises logra escapar del centro comercial. Ya en casa, Armando (Pedro Damián), el padre de Renata y Mariana, le advierte estrictamente a Renata sobre no relacionarse con personas que no son de su estatus social.
Ulises no puede dejar de pensar en Renata y la busca, sabiendo que siempre visita el centro comercial. Ulises recupera la esperanza cuando, de hecho, vuelve a ver a Renata. Esta vez, ella está con su madre Esther (Patricia Bernal), por lo que conocerla es más difícil. Ulises aprovecha la negligencia de la madre de Renata para acercarse y hablar con ella. Renata le da su número de teléfono a Ulises para organizar una reunión futura.
Unos días después, Ulises llama a Renata a su casa, una residencia muy grande y elegante, y le dice que encienda su radio. Se revela que él había llamado a un programa de radio y le había dedicado una canción. Él va a invitar a Renata en una cita. Renata acepta, y "la Güera" se convierte en su cómplice, manteniendo la relación en secreto y proporcionando una excusa para las salidas de Renata y la cita se lleva a cabo en el mismo lugar en que se conocieron, el centro comercial Santa Fe. Siguen múltiples citas clandestinas hasta que se convierten en un elemento. El incómodo desequilibrio entre las clases sociales de Ulises y Renata desata desacuerdos entre Mariana y sus amigos de la clase alta contra los amigos "nacos" de Ulises. Ulises y Renata están preocupados por estos eventos, pero deciden ignorarlos por el bien de continuar su relación.
Por un tiempo, Ulises y Renata se hicieron inseparables, e incluso faltan a la escuela para pasar más tiempo juntos. Los regalos de Ulises a Renata van desde los lindos retratos de su rostro, hechos a mano por el propio Ulises, hasta los enormes grafitis pintados en las paredes hechos especialmente para ella. Francisco se entera y se propone vengarse de Ulises por celos; él envía a sus guardaespaldas para golpearlo en la escuela de Renata, donde Ulises la había estado dejando después de sus citas y Renata no puede hacer nada para evitar la paliza.
Cuando Ulises muestra sus heridas a su madre Claudia (Zaide Silvia Gutiérrez), ella le aconseja que deje de ver a Renata. Mientras tanto, la reacción de los amigos "nacos" de Ulises es más radical y reclutan a unos pandilleros para ir a la escuela de Renata y vengarse de los jóvenes de clase alta. Los pandilleros "nacos" de clase baja empiezan a golpear a los jóvenes de clase alta en una confrontación masiva y sangrienta y muchos de los jóvenes de clase alta resultan heridos, incluido el novio de "la Güera", que termina en el hospital. Esto llega a los oídos de los padres de Renata, que le habían prohibido ver a Ulises de nuevo. Ella trata de defender su relación, pero sus padres no la entienden. Renata está completamente aislada del mundo exterior, así que cuando finalmente logra enviar un mensaje a Ulises, solo para despedirse, porque ha decidido que es lo mejor para ambos. Ulises piensa que ella ya no lo ama, pero lo que Renata realmente quiere es protegerlo. Ulises no toma bien la decisión de Renata y comienza a llorar y lamentarse, causando que Ulises esté al borde de la locura. Sus amigos tratan de consolarlo, pero sus esfuerzos son inútiles ya que lo único que podría tranquilizarlo es estar al lado de Renata nuevamente.
Ulises está decidido a ver a Renata nuevamente, a pesar de la oposición de sus padres. Él se sube al techo de la casa de Renata y va a su habitación donde su encuentro culmina físicamente. Después de su reunión, deciden escaparse juntos a Zihuatanejo, donde nada, ni nadie puede impedir su amor. Mariana escucha sus planes y llama a Francisco para decírselo.
Antes de irse, Ulises va a su casa y deja a sus padres la mayor parte del dinero que ganó desde que comenzó a trabajar. La pareja va a la estación de autobuses y justo cuando Ulises y Renata están a punto de irse, Francisco y Mariana aparecen para evitar que escapen. Desesperado por mantener a Renata, Francisco saca una pistola y amenaza con matar a Ulises si no se detienen. Ulises no tiene miedo, así que desafía a Francisco a que lo haga, pero inesperadamente, Francisco, que no tiene experiencia en el uso de armas, dispara pero hiere a Renata. Unos momentos después, Renata muere en los brazos de Ulises, pero no antes de decirle que lo ama. Ulises entra en shock y se niega a aceptar su muerte y la pérdida del amor de su vida. 
La última escena muestra a Ulises llorando junto a la tumba de Renata.

## Reparto
- Luis Fernando Peña como Ulises.
- Martha Higareda como Renata.
- Ximena Sariñana como Mariana.
- Andrea Damián como Paulina.
- Armando Hernández como Genaro.
- Daniela Torres como Beatriz “La China”.
- Karla Belmont como Mariza.
- Alfonso Herrera como Francisco.
- Patricia Bernal como Esther, madre de Renata y Mariana.
- Pedro Damián como Armando, padre de Renata y Mariana.
- Zaide Silvia Gutiérrez como Claudia, madre de Ulises.
- Eligio Meléndez como Martín, padre de Ulises.
- Julio Escalero como Joel “El Choff”.
- Cristian Magaloni como Diego.
- José María de Tavira como Alejandro.
- Enrique Hernández Barrera como Borrego.
- Lucía Paillés como Mimí.
- Laura Beyer como Maestra.
- Eduardo Pueblo como Moy.
- Sofía Sánchez Navarro como Locutora de radio.
- Héctor Aréva como Octavio.
- Paris Roa como Goyo.

## Banda sonora
Disco Uno
1. Natalia Lafourcade - Amarte Duele
2. Zoé - Soñé
3. Kinky - Más
4. Pulpo - Caliente
5. Elefante - Sabor A Chocolate
6. Diábolo - La Negra
7. Genitallica - Funeral Reggae
8. Pulpo - Guanabí
9. Natalia Lafourcade - En el 2000
10. Mario Domm - Tú Tienes Un Lugar
11. Ximena Sariñana - Cuento

Disco Dos
1. Pulpo - Malo
2. Diábolo - Te Ofrecí
3. Volován - No Quieres Venir
4. Ximena Sariñana - Mañana No Es Hoy
5. Natalia Lafourcade (con León Larregui) - Llevarte A Marte
6. Natalia Lafourcade - Amarte Duele (Acústica)
7. Ximena Sariñana - Las Huellas
8. Fey - The Other Side (DJ Grego E-Latin Club)